# Jimtown (Oregon)
Jimtown (korábban Langrell) az Amerikai Egyesült Államok északnyugati részén, Oregon állam Baker megyéjében, az Oregon Route 413 mentén elhelyezkedő önkormányzat nélküli település.
Névadója Richard T. Langrell, aki 1904-ben nyitott boltját 1910-ben eladta James H. Chandlernek (becenevén Jim). A földrajzinév-bizottság a névváltozást 1987-ben vezette át.

## Fordítás
- Ez a szócikk részben vagy egészben  a   Jimtown, Oregon című angol Wikipédia-szócikk ezen változatának fordításán alapul.  Az eredeti cikk szerkesztőit annak laptörténete sorolja fel. Ez a jelzés csupán a megfogalmazás eredetét és a szerzői jogokat jelzi, nem szolgál a cikkben szereplő információk forrásmegjelöléseként.